# Zack Snyder's Justice League
Zack Snyder's Justice League (bra: Liga da Justiça de Zack Snyder), muitas vezes referido como o "Snyder Cut", é o corte do diretor de 2021 do filme de super-heróis estadunidense Liga da Justiça de 2017. Ele apresenta a Liga da Justiça - o quinto filme do Universo Estendido da DC (DCEU) e uma sequela direta de Batman v Superman: Dawn of Justice - como o diretor Zack Snyder pretendia antes de deixar a produção. Assim como o filme lançado nos cinemas, Zack Snyder's Justice League segue a Liga da Justiça da DC Comics – Batman (Ben Affleck), Superman (Henry Cavill), Mulher-Maravilha (Gal Gadot), Ciborgue (Ray Fisher), Aquaman (Jason Momoa) e Flash (Ezra Miller) - enquanto eles tentam salvar o mundo da ameaça catastrófica de Darkseid (Ray Porter), Steppenwolf (Ciarán Hinds) e seu exército de Parademônios.
A versão que foi para o cinema de Liga da Justiça, lançada em 2017, sofreu uma produção difícil. Seu roteiro passou por grandes mudanças antes e durante a produção entre 2016 e 2017. Em maio de 2017, Snyder deixou a pós-produção após o suicídio de sua filha, e Joss Whedon assumiu o cargo, completando o filme como diretor não creditado. Whedon supervisionou refilmagens e outras mudanças que adicionaram um tom mais leve e mais humor, e reduziu o tempo de duração significativamente em conformidade com um mandato da Warner Bros. Liga da Justiça recebeu críticas mistas e decepcionou nas bilheterias, levando a Warner Bros. a reavaliar o futuro do DCEU e a se concentrar no desenvolvimento de filmes em torno de personagens individuais com menos consideração por uma narrativa compartilhada.
Muitos fãs manifestaram interesse em um corte alternativo mais fiel à visão de Snyder, que eles e membros do elenco e da equipe apelidaram de "Snyder Cut". Especialistas do setor consideraram o lançamento improvável. No entanto, a Warner Bros. decidiu seguir em frente em fevereiro de 2020; em maio, Snyder anunciou que o corte original seria lançado como Zack Snyder's Justice League através do serviço de streaming HBO Max. Ele custou cerca de US$ 70 milhões para concluir os efeitos visuais, a trilha sonora e a edição, com novo material filmado em outubro de 2020. O lançamento foi originalmente planejado como uma minissérie de seis episódios e um filme de quatro horas, mas o conceito de minissérie foi descartado em Janeiro de 2021. O filme é dedicado à memória da filha de Snyder, Autumn.
Zack Snyder's Justice League foi lançado na HBO Max nos Estados Unidos em 18 de março de 2021 e se tornou a quarta estreia de filme mais transmitida na plataforma naquele ano. Os críticos o consideraram superior à versão de 2017 lançada no cinema, com elogios à direção de Snyder, o aumento da profundidade emocional e a caracterização aprimorada, embora a duração tenha sido criticada.

## Enredo
Há alguns milhares de anos, Darkseid e seus Parademônios tentaram conquistar a Terra usando as Caixas Maternas depois de saber que a Terra abrigava a Equação Anti-Vida. A tentativa foi frustrada por uma aliança unificada de Antigos Deuses Olimpianos, Amazonas, Atlantes, humanos e um Lanterna Verde. Após a batalha, as Caixas foram escondidas em locais diferentes, guardadas pelas Amazonas, Atlantes e pelos humanos, respectivamente. No presente, a morte do Superman desencadeia a reativação das Caixas, atraindo Steppenwolf, o tenente desgraçado de Darkseid, para a Terra. Steppenwolf visa recuperar o favor de Darkseid reunindo as caixas para formar "a Unidade", que terraformará a Terra à semelhança de seu mundo, Apokolips.
Steppenwolf recupera uma Caixa Materna de Themyscira, levando a Rainha Hipólita a avisar sua filha Diana Prince. Diana recebe a mensagem e fica sabendo dos eventos relacionados a Darkseid e ao Steppenwolf. Ela informa Bruce Wayne. Bruce e Diana procuram formar uma equipe de meta-humanos para proteger a Terra. Bruce localiza Arthur Curry e Barry Allen, enquanto Diana localiza Victor Stone. Barry se junta imediatamente, enquanto Arthur e Victor se recusam. No entanto, Victor se junta após seu pai Silas e vários outros funcionários dos Laboratórios S.T.A.R. são sequestrados por Parademônios em busca da Caixa Materna dos humanos. Steppenwolf ataca um posto avançado Atlante para recuperar sua caixa, forçando Arthur a entrar em ação.
A equipe recebe informações do Comissário de Polícia de Gotham City, James Gordon, levando-os ao exército do Steppenwolf em uma instalação abandonada sob o porto de Gotham. Embora o grupo resgate os funcionários sequestrados, a instalação é inundada durante o combate, prendendo a equipe até que Arthur ajude a retardar a enchente para que eles possam escapar. Victor recupera a última Caixa Materna, que ele havia escondido, para o grupo analisar. Victor revela que Silas usou a Caixa para reconstruir seu corpo após um acidente de carro e que as Caixas são "máquinas de troca" que impõem sem hesitação a vontade de seu mestre, destruindo ou restaurando a vida sem preconceitos. O grupo decide usar a caixa para ressuscitar Superman para ajudar a lutar com o Steppenwolf. Barry e Victor exumam o corpo do Superman e o colocam no líquido amniótico da câmara de gênese em uma nave kryptoniana mantidos nos Laboratórios S.T.A.R.. Depois que Barry ativa a Caixa Materna, Superman é ressuscitado, porém, com amnésia, atacando imediatamente o grupo após a cibernética de Victor o atingir em autodefesa. Lois Lane chega a tempo de acalmar Superman, impedindo-o de matar Bruce. Juntos, Lois e Superman partem para a casa de sua família em Smallville, onde ele recupera suas memórias e se reúne com sua mãe, Martha.
Steppenwolf ataca os Laboratórios S.T A.R. e recupera a última Caixa Materna, embora Silas consiga sobrecarregar a caixa com calor de laser ao custo de sua própria vida, permitindo a Victor rastreá-la rastreando o calor. Sem o Superman, os cinco heróis viajam para onde o Steppenwolf pretende unir as caixas. A equipe luta seu caminho através dos Parademons para chegar às Caixas, mas não consegue distrair o Steppenwolf o suficiente para que Victor os separe. Superman chega e vence Steppenwolf, mas as Caixas se fundem para formar a Unidade, causando uma explosão massiva. Barry entra na Força de Velocidade e reverte o tempo, permitindo que Superman e Victor separem as Caixas. Os heróis matam Steppenwolf e lançam seu corpo através de um portal para Apokolips. Ainda assim, Darkseid garante a seu servo DeSaad ele retornará à Terra com sua frota para completar sua busca pela Equação Anti-Vida.
Após a batalha, Bruce, Diana e Alfred Pennyworth concordam em estabelecer uma base de operações na antiga Mansão Wayne. À medida que os estabelece equipe, Diana recebe outra mensagem das Amazonas, Barry adquire um emprego no Departamento de Polícia de Central City que impressiona o pai Henry, Victor é inspirado por uma mensagem do seu pai para usar suas habilidades para o bem, Arthur se despede de Mera e de seu mentor Nuidis Vulko para ver seu pai, e Superman retoma sua vida como o repórter Clark Kent e como protetor da Terra.
Lex Luthor, que escapou do Asilo Arkham, é visitado por Slade Wilson, a quem Luthor revela a identidade secreta de Batman. Depois de ter uma visão envolvendo Victor, Barry, Mera, Wilson, Coringa e uma versão malvada do Superman em um mundo pós-apocalíptico, Bruce recebe a visita do Caçador de Marte, que visitou Lois disfarçado de Martha. Ele agradece a Bruce por reunir a equipe antes de dizer que eles entrarão em contato na preparação para os próximos planos de Darkseid.

## Elenco
- Ben Affleck como Bruce Wayne / Batman: O líder e benfeitor da Liga da Justiça, um bilionário socialite e proprietário da Wayne Enterprises. Ele se dedica a proteger Gotham City de seu submundo criminoso como um vigilante altamente treinado e mascarado equipado com muitas ferramentas poderosas e armas.
- Henry Cavill como Kal-El / Clark Kent / Superman: Um Kryptoniano sobrevivente e jornalista do Planeta Diário com habilidades sobre-humanas que aparentemente morreu após os eventos de Batman v Superman: Dawn of Justice.
- Gal Gadot como Diana Prince / Mulher-Maravilha: Uma membro da Liga da Justiça e uma negociante de antiguidades. Ela também é uma imortal guerreira amazona que é a princesa de Themyscira e filha de Hipólita e Zeus. Ela possui atributos e habilidades sobre-humanos herdados de seus pais.
- Ezra Miller como Barry Allen / Flash: Um membro da Liga da Justiça e um estudante da Universidade de Central City, que pode se mover em velocidades super-humanas, capaz de correr até na velocidade da luz, com sua habilidade de entrar na Força de Aceleração.
- Jason Momoa como Arthur Curry / Aquaman: Um membro da Liga da Justiça e o herdeiro do trono da nação submarina da Atlântida, cujas habilidades meta-humanas se originam de sua fisiologia atlante. Suas habilidades aquáticas meta-humanas e atributos físicos sobre-humanos originam-se de sua fisiologia Atlante.
- Ray Fisher como Victor Stone / Ciborgue: Um membro da Liga da Justiça e um ex-atleta universitário que, depois de ser cibernéticamente reconstruído com uma Caixa Maternas após um acidente quase fatal, tem poderes que lhe permitem manipular a tecnologia. Muito do desenvolvimento de personagem do Ciborgue foi removido do lançamento no cinema, e Snyder descreveu Ciborgue como ele é retratado em Zack Snyder's Justice League como "o coração do filme".[2] Da mesma forma, Fisher afirmou que o arco do Ciborgue é emocional e alegórico da "jornada que os negros tomaram na América".[2]
- Amy Adams como Lois Lane: Uma premiada jornalista do Planeta Diário e interesse amoroso de Kent.
- Diane Lane como Martha Kent: A mãe adotiva de Clark Kent.
- Connie Nielsen como Hipólita: A mãe de Diana e rainha de Themyscira.
- Ciarán Hinds como Steppenwolf: Um ser da raça dos Novos Deuses, general de Apokolips, que lidera um exército de Parademônios e está à procura das três Caixas Maternas guardadas na Terra para destruir o planeta e outros 50 mil planetas. Aqui ele terá uma mudança radical de visual em comparação a versão lançada no cinema, sendo utilizado o conceito original de Zack Snyder para o filme Batman vs Superman (com o vilão utilizando uma armadura prateada cheia de lâminas).
- Jeremy Irons como Alfred: Mordomo de Bruce Wayne, chefe de segurança e confiável confidente.
- Jesse Eisenberg como Lex Luthor: Um vilão perspicaz e inteligente, provavelmente servindo como assistente de Steppenwolf em sua chegada na Terra.
- Jared Leto como Joker: Um vilão psicopata.
- Harry Lennix como Caçador de Marte: Um alienígena escondido na terra sobre a identidade de Calvin Swanwick, e se desfará como Martha Kent para vigiar a Liga.
- Joe Morton como Silas Stone: Pai do Ciborgue
- Amber Heard como Mera: A princesa de Xebel e interesse amoroso de Arthur. Mera possui poderes hidrocinéticos e telepáticos que lhe permitem controlar seu ambiente aquático e se comunicar com outros Atlantes.
- Kiersey Clemons como Iris West: Interesse amoroso de Barry
- Ray Porter como Darkseid: O Governante supremo de Apokolips que envia o Steppenwolf para conquistar a Terra.
- Joe Manganiello como Slade Wilson / Exterminador: Na cena pós-créditos.
- J. K. Simmons como Comissário James Gordon: O Comissário do Departamento de Polícia de Gotham City e aliado do Batman.
- Billy Crudup como Henry Allen: Pai de Barry Allen que está na prisão.

## História

### Produção deLiga da Justiça

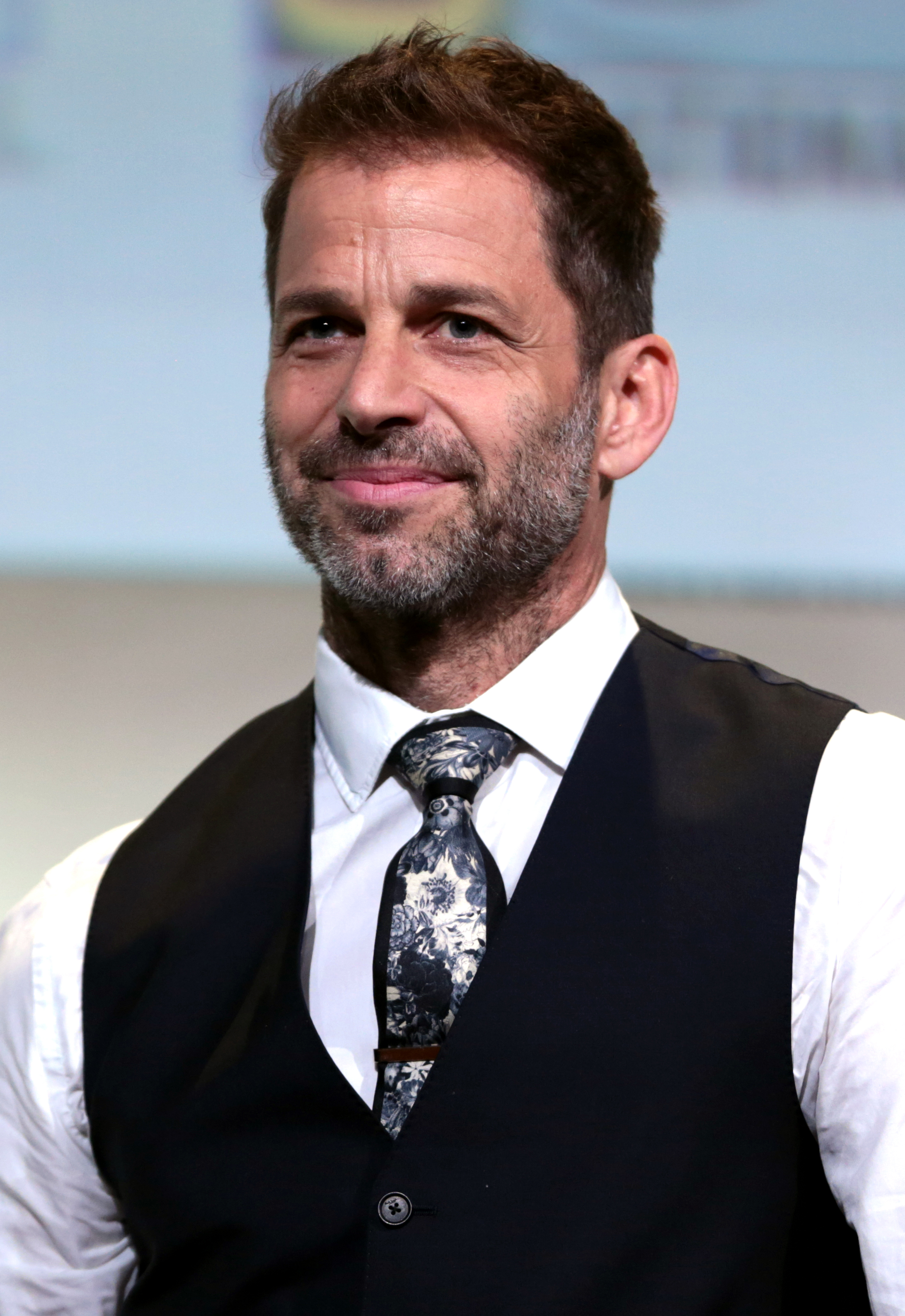
Zack Snyder, o diretor de Liga da Justiça

Após o lançamento de Man of Steel (2013), o diretor Zack Snyder planejou a base do Universo Estendido DC, que centraria em torno de um arco de cinco filmes, incluindo Man of Steel, Batman v Superman: Dawn of Justice (2016), e uma trilogia da Liga da Justiça. A visão original de Snyder era fazer Batman v Superman ser o mais sombrio da franquia, e fazer com que os filmes se tornassem mais esperançosos a partir daí. No entanto, Batman v Superman foi mal recebido, com críticas direcionadas ao seu tom sombrio, falta de humor e ritmo lento. Essa reação levou a distribuidora Warner Bros. e Snyder a reavaliar os próximos filmes do DCEU, particularmente Esquadrão Suicida (2016), que já havia encerrado a fotografia principal, e Liga da Justiça, que estava a um mês das filmagens. Snyder e o roteirista Chris Terrio reescreveram Liga da Justiça para ter um tom mais esperançoso do que o planejado originalmente. O diretor de fotografia Fabian Wagner disse que Snyder queria "fugir do visual estilizado, desaturado e com alto contraste de outros filmes da franquia".
As filmagens de Liga da Justiça começaram em abril de 2016 e terminaram em dezembro do mesmo ano. Meses depois, vários cortes de Liga da Justiça de Snyder foram mostrados aos executivos da Warner Bros., além de amigos e familiares de Snyder. Um tempo final de duração foi alcançado, embora os cortes apresentassem efeitos visuais incompletos e mixagem parcial de áudio. Snyder disse que ele teve vários cortes que foram essencialmente "feitos", precisando apenas de "alguns ajustes de CG" para serem concluídos. O contribuinte da Forbes, Mark Hughes, relatou que o corte de Snyder estava mais de 90% completo, enquanto The Daily Telegraph citou um especialista em efeitos visuais ao estimar que a Warner Bros. precisaria de outros US$ 30-40 milhões para finalizar o filme. Os executivos da Warner Bros. que viram o corte de Snyder sentiram que o diretor fez esforços significativos para aliviar o tom após as críticas negativas de Batman v Superman. Apesar disso, a Warner Bros. ainda estava insatisfeita com o resultado e relatórios internos indicaram que o estúdio considerou o corte "inassistível".
Após desaprovar a direção de Snyder, a Warner Bros contratou Joss Whedon, que dirigiu os filmes do Universo Cinematográfico Marvel, The Avengers (2012) e Avengers: Age of Ultron (2015), para reescrever o roteiro e ajudar com extensas refilmagens. O CEO da Warner Bros, Kevin Tsujihara, determinou que a duração de Liga da Justiça não fosse superior a duas horas. A Warner Bros também decidiu não adiar a data de lançamento (o que daria aos cineastas mais tempo para concluir adequadamente Liga da Justiça) para que os executivos pudessem manter seus bônus anuais e em parte devido a preocupações de que a empresa AT&T dissolvesse o estúdio após uma futura fusão. Esperava-se que Snyder filmasse as cenas que Whedon reescreveu. Quando a filha de Snyder, Autumn Snyder, se matou em março de 2017, Snyder continuou a trabalhar em Liga da Justiça por dois meses para se distrair, antes de deixar o cargo em maio. Sua esposa Deborah Snyder, que estava produzindo Liga da Justiça, também deixou o projeto.
Depois que Snyder saiu, Whedon assumiu controle sobre a produção de Liga da Justiça, embora Snyder ainda teve o crédito de diretor pelo filme lançado. Whedon adicionou cerca de 80 novas páginas ao roteiro. O compositor Junkie XL completou sua trilha sonora para o filme antes de ser substituído por Danny Elfman no meio da pós-produção. As cenas que Whedon escreveu ou refilmou para o lançamento no cinema apresentaram um tom mais leve e mais humor, além de reduzir o nível de violência visto na direção mais sombria de Snyder. Para cumprir o tempo de duração determinado pela Warner Bros., mais de 90 minutos das filmagens de Snyder foram removidos, mas o resultado ainda seguia o esboço básico da história. Enquanto o corte inicial tinha sido mal recebido pelo público-teste, a exibição inicial do corte de Whedon tinha tido uma recepção melhor, então a Warner Bros decidiu seguir em frente. Liga da Justiça foi lançado nos cinemas em 17 de novembro de 2017.
Críticos descreveram o corte do cinema como um filme "Frankenstein", obviamente o trabalho de dois diretores diferentes com visões concorrentes. Liga da Justiça arrecadou US$ 657,9 milhões contra orçamento estimado em US$ 300 milhões. Não atingindo um ponto de equilíbrio contábil de US$ 750 milhões, Deadline Hollywood relatou que o filme deu um prejuízo em torno de US$ 60 milhões para a Warner Bros. Devido ao fraco desempenho do filme, a Warner Bros. decidiu se afastar da visão de Snyder para um universo compartilhado de filmes interconectados e focar em filmes independentes e franquias solo.

### Movimento #ReleaseTheSnyderCut
Imediatamente após o lançamento no cinema de Liga da Justiça, fãs criaram uma petição online para lançar o "Snyder Cut", que ganhou mais de 180.000 assinaturas. O movimento, que usou a hashtag #ReleaseTheSnyderCut nas redes sociais, começou antes que os fãs soubessem que uma parte do filme Liga da Justiça de Snyder realmente existia em alguma capacidade. O movimento foi desencadeado pelas críticas mistas do corte do cinema, pois os fãs sabiam que Snyder deixou as funções de direção e o corte final do filme nas mãos de Whedon; assim, eles assumiram que Whedon criou um filme inferior. As circunstâncias foram comparadas à situação de Superman II (1980). Ambos envolveram um diretor que foi substituído antes da conclusão, o que levou um segundo diretor a entrar e fazer mudanças substanciais. Richard Donner conseguiu completar seu corte de Superman II em 2006. Alguns assumiram que um corte alternativo de Liga da Justiça era inevitável porque alguns dos filmes de Snyder foram relançados como cortes estendidos para a mídia doméstica (como Watchmen (2009) e Batman v Superman), que alguns críticos consideram superiores às versões do cinema.
Entre os membros do elenco e equipe de produção de Liga da Justiça que apoiaram o lançamento do "Snyder Cut", estavam os atores Jason Momoa, Ciarán Hinds, e Ray Fisher; fotógrafo Clay Enos, artista de storyboard Jay Oliva, diretor de fotografia Wagner, e o dublê de Ben Affleck, Richard Cetrone. No aniversário de dois anos do corte do cinema, elenco e equipe de produção expressaram apoio pelas redes sociais. Outras figuras da indústria cinematográfica e de histórias em quadrinhos não relacionadas à Liga da Justiça também apoiaram o lançamento de um "Snyder Cut", incluindo o cineasta Kevin Smith, o produtor de televisão Steven S. DeKnight, e os escritores de quadrinhos Rob Liefeld, Robert Kirkman, e Jerry Ordway. Outras fuguras foram menos otimistas. Shawn Robbins, analista-chefe do Boxoffice Pro, sugeriu que o tamanho do movimento era pequeno demais para causar impacto, afirmando: "outro corte de Liga da Justiça simplesmente não parece ser algo que muitos fora da base de fãs obstinados clamam por ver". Especialistas do setor também consideraram improvável o lançamento do "Snyder Cut"". O escritor Mario F. Robles, com base em suas conexões com a indústria, disse que a Warner Bros. não confiava mais na visão de Snyder e não estava disposta a gastar milhões para terminar seu corte. Durante todo o movimento, membros da mídia se referiram ao corte de Snyder como "lenda" ou "mito".
Membros do movimento #ReleaseTheSnyderCut se envolveram em atos de ativismo de fãs para promovê-lo. Em junho de 2018, os fãs contataram os executivos da AT&T após uma fusão entre a empresa e a Warner; em junho de 2019, contataram a nova CEO da Warner Bros, Ann Sarnoff, que substituiu Tsujihara após sua renúncia, depois disso, um mês depois, com uma campanha em massa para escrever cartas; e em julho de 2019 eles entraram em contato com a WarnerMedia após o anúncio de seu novo serviço de streaming HBO Max. Antes da San Diego Comic-Con 2019, um fã lançou uma campanha de financiamento colaborativo com metade dos fundos a serem gastos em uma campanha publicitária (incluindo outdoors e um banner voador promovendo o corte de Snyder) e a outra metade a ser doada para a American Foundation for Suicide Prevention (AFSP) (Fundação Americana para a Prevenção do Suicídio). Para uma campanha semelhante na New York Comic-Con 2019, o movimento comprou espaço publicitário em dois outdoors da Times Square com citações de membros do elenco e da equipe de produção. Em dezembro de 2019, o movimento alugou outro banner voador, desta vez passando pela Warner Bros. Studios e pedindo diretamente a Sarnoff para lançar o "Snyder Cut". Em janeiro de 2020, o movimento comprou quatro minutos de espaço publicitário em defesa do lançamento do filme em um banner digital enrolado no interior do Riverside Stadium durante a FA Cup. Em janeiro de 2020, o movimento havia arrecadado mais de US$ 150.000 para a AFSP. Seus esforços receberam elogios de Snyder e da AFSP.
No entanto, membros do movimento também foram descritos pelos membros da mídia como "tóxicos" por assediar, ameaçar e intimidar virtualmente aqueles que expressam opiniões sobre o corte de Snyder que são contrárias às suas crenças. Yohana Desta, da Vanity Fair, descreveu amplamente o ato dos fãs exigindo um corte alternativo como um "padrão moderno de demanda do público que está ativamente tornando os fandoms mais tóxicos" e o comparou ao assédio virtual de 2017 da atriz de Star Wars: The Last Jedi, Kelly Marie Tran. Os jornalistas estão sujeitos ao tipo de assédio virtual sofrido por Kayleigh Donaldson do Pajiba: por e-mail, comentários no site e mensagens diretas nas redes sociais. Em setembro de 2018, a ex-presidente da DC Entertainment, Diane Nelson, excluiu sua conta do Twitter após um substancial assédio online por membros do movimento. As operadoras de telefonia da Warner Bros., inundadas de ligações regulares sobre o "Snyder Cut", foram ditas para tratar esses inquéritos como trotes.
Brandon Katz, do The New York Observer, disse que o movimento foi composto "tanto por fãs tóxicos da DC que causam ataques vitriólicos contra toda e qualquer oposição, quanto por espectadores de apoio que realmente gostam do estilo de Snyder e esperam ver a conclusão de sua trilogia que começou com Man of Steel de 2013. Como em qualquer contingente, existem extremistas e indivíduos equilibrados em suas fileiras." Bob Rehak, Professor Associado e Presidente de Estudos de Cinema e Mídia do Swarthmore College, disse que fandoms como #ReleaseTheSnyderCut se revoltam quando uma grande mudança é feita em algo que eles amam, e que essa reação geralmente vem de uma subseção menor do fandom, que "[pinta] toda a comunidade com um pincel muito amplo". Quando Zack Snyder's Justice League foi anunciado, alguns escritores expressaram preocupação de que a Warner Bros. estava cedendo aos fãs que se envolveram em formas de assédio virtual e trollagem durante o movimento.

### Revivale edição
Em março de 2019, após meses de especulação, Snyder confirmou que seu corte original existia e afirmou que cabia à Warner Bros. lançá-lo. Em novembro, uma fonte afirmou que era improvável que a Warner Bros. lançasse a versão de Snyder de qualquer forma, chamando essas esperanças de "sonhos". No entanto, no mês seguinte, Snyder postou uma foto em sua conta no Vero, mostrando caixas com fitas rotuladas como "Corte do diretor de ZSJL", com a legenda "É real? Existe? Existe? É claro que existe". Segundo Snyder, ele inicialmente imaginou que seu corte nunca seria lançado, mas trechos poderiam ser incluídos em um documentário.
A Warner Bros. finalmente decidiu avançar com o corte de Snyder em fevereiro de 2020, depois que o presidente Toby Emmerich reconheceu o movimento #ReleaseTheSnyderCut e procurou Snyder. Os Snyders convidaram executivos da Warner Bros., HBO Max e DC para a casa deles para assistirem ao "Snyder Cut". Snyder também apresentou ideias, que incluíam potencialmente liberar o corte em episódios. Impressionados, os executivos decidiram deixar o projeto prosseguir. Snyder começou a remontar a equipe de pós-produção original do filme para finalizar o corte. O esforço foi quase frustrado pela pandemia de COVID-19, que estava aumentando ao longo do tempo, mas os Snyders insistiram em continuar com a produção. Snyder notificou o elenco original sobre o projeto entre abril e maio de 2020; de acordo com Snyder, Fisher inicialmente pensou que ele estava brincando.
Snyder, que ainda não tinha visto o corte do cinema, descreveu seu corte como "uma coisa totalmente nova e, especialmente conversando com aqueles que assistiram ao filme lançado, uma nova experiência à parte do filme". Os Snyders sentiram que ser capazes de finalmente terminar Liga da Justiça traria a eles um encerramento, e ficaram animados com a perspectiva de expandir o desenvolvimento dos personagens do filme. Em 20 de maio de 2020, Snyder anunciou durante uma sessão de perguntas e respostas, depois de uma watch party online de Man of Steel, que a Warner Bros. estaria liberando seu corte de Liga da Justiça como Zack Snyder's Justice League no HBO Max em 2021. Naquele momento, não estava claro qual formato Zack Snyder's Jusice League seria levado para lançamento, sendo um filme de quatro horas de duração ou uma minissérie de seis partes. O corte deve custar entre 20 e 30 milhões de dólares para concluir os efeitos especiais, a trilha sonora e edição.

## Lançamento

### Marketing
Juntamente com o anúncio de Zack Snyder's Justice League, a HBO lançou pôsteres representando os seis membros da Liga da Justiça. Embora esses pôsteres tenham sido usados anteriormente para a campanha de marketing da versão que foi para o cinema, os da HBO apresentavam um filtro em preto e branco e enfatizavam fortemente o nome de Snyder. Chris Agar, do Screen Rant, chamou o filtro de "um forte contraste com os pôsteres coloridos de Liga da Justiça que foram predominantes na preparação para o lançamento no cinema, que é definitivamente uma escolha intencional para separar as duas versões do filme".

### Streaming e mídia física
Zack Snyder's Justice League foi lançado em 18 de março de 2021 no HBO Max.
Em 7 de setembro de 2021, o filme lançado no Brasil em Blu-ray replicado pela Solutions 2 Go exclusivamente para a Amazon. Os usuários relataram que o encarte do filme tem erros ortográficos. Em resposta, a replicadora Solutions 2 Go disse que não irá fazer recall das edições, e que só é feito quando ocorre problemas de reprodução no disco. Escrevendo no site de colecionadores Blog do Joatacê, Jotacê declarou: "Assim sendo, você ficará com o nome do diretor e do filme errado na coleção para sempre. É óbvio que esse não é um problema que comprometa a reprodução do disco, mas acaba por desvalorizar algo que foi muito aguardado e que todos os fãs do filme esperavam para ter na coleção, ainda mais depois de tudo o que envolveu o lançamento dessa versão do filme. E ainda poderia apostar com vocês que uma versão pirata, autorada do filme, feita por fãs, nunca teria um erro desse tipo na embalagem nem na bolacha dos discos. Lamentamos que isso tenha acontecido com um produto original e de tanto sucesso. Que tristeza!"